# Synagogue de Sarrebourg
La synagogue de Sarrebourg est une synagogue située à Sarrebourg dans le département de la Moselle dans la région historique de la Lorraine. Elle a été construite entre 1845 et 1857. La synagogue du 12 rue du Sauvage est classée monument historique depuis 1983.

## Histoire
La synagogue a été dévastée et mal utilisée par les forces d'occupation allemandes pendant la Seconde Guerre mondiale. Dans les années 1950, le bâtiment a été rénové et depuis lors, il est à nouveau utilisé par la petite communauté juive pour des services religieux. 